# Новониколаево
Новониколаево — деревня в Рузском районе Московской области, входящая в состав сельского поселения Старорузское. На 2006 год постоянного населения не зафиксировано. До 2006 года Новониколаево входило в состав Комлевского сельского округа.
Деревня расположена в центральной части района, на правом берегу впадающего справа в Москва-реку безымянного ручья, примерно в 5 км к югу от Рузы, высота центра деревни над уровнем моря 207 м. Ближайшие населённые пункты — Чепасово в 0,5 км на юго-восток и Костино в 1,5 км южнее.